# 24-Stunden-Rennen von Le Mans 1990

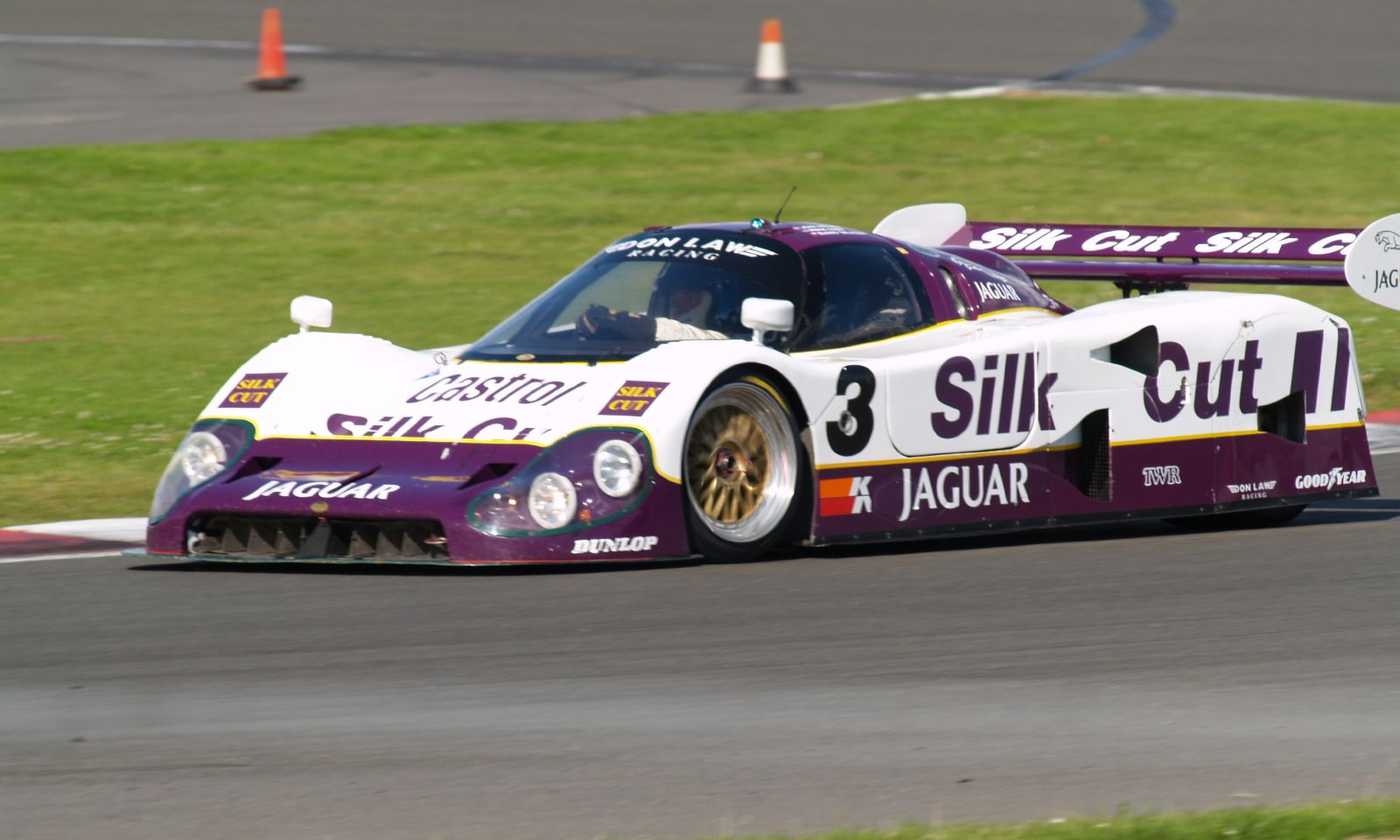
Der siegreiche Jaguar XJR-12; in Le Mans gefahren von John Nielsen, Martin Brundle und Price Cobb

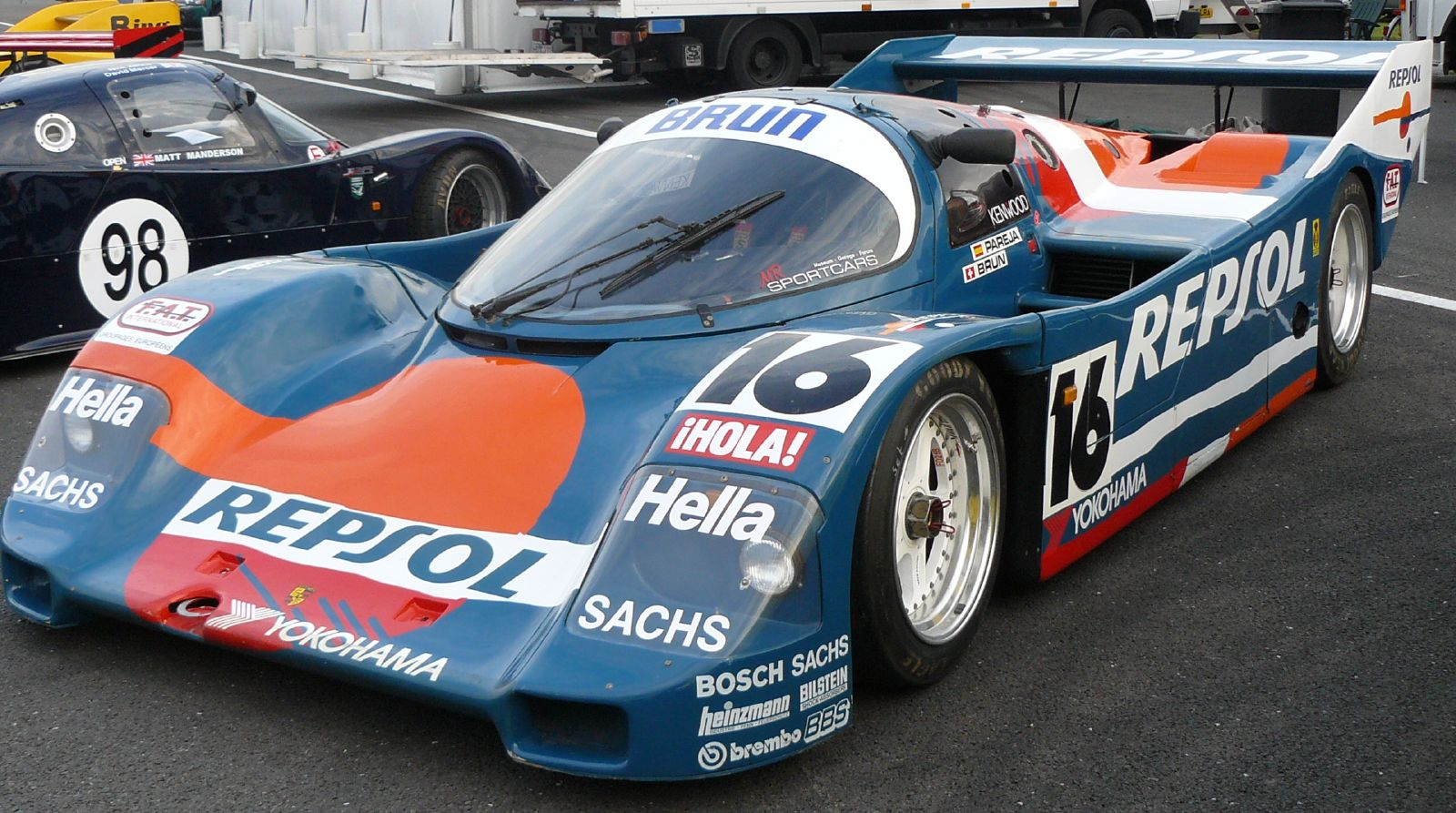
Der Porsche 962C von Brun Motorsport, der 15 Minuten vor Rennende an der zweiten Stelle liegend mit Motorschaden ausfiel

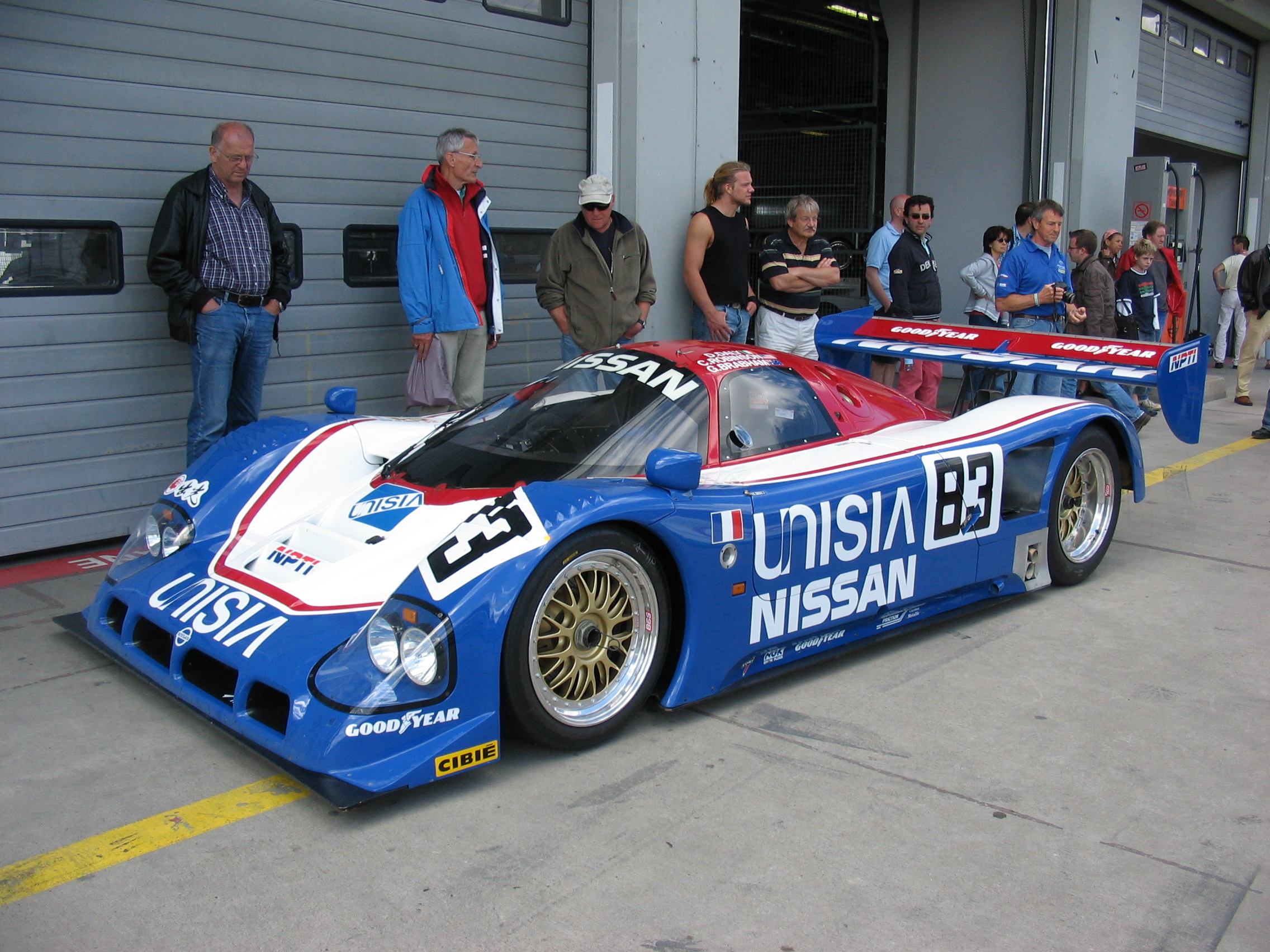
Nissan R90CK

Das 58. 24-Stunden-Rennen von Le Mans, der 58e Grand Prix d’Endurance les 24 Heures du Mans, auch 24 Heures du Mans, Circuit de la Sarthe, Le Mans, fand vom 16. bis 17. Juni 1990 auf dem Circuit des 24 Heures statt.

## Das Rennen
Wie 1989 zählte auch 1990 das 24-Stunden-Rennen nicht zur Sportwagen-Weltmeisterschaft dieses Jahres. Aus diesem Grund verzichtete Sauber Motorsport, das Siegerteam aus dem Vorjahr, mit dem Mercedes-Benz C11 auf einen Start. Der C11 wäre der erste Sportwagen gewesen, der seit 1955 die Marke Mercedes-Benz in Le Mans repräsentiert hätte. Der Siegerwagen von 1989 lief unter der Bezeichnung Sauber C9.
Durch die Abwesenheit von Sauber rückte das von Tom Walkinshaw geführte Jaguar Team wieder in die Favoritenrolle. Das größte Werkskontingent stellte mit nicht weniger als sieben Fahrzeugen vom Typ R90CK Nissan. Neben den fünf aktuellen Werksautos traten zwei privat eingesetzte Vorjahreswagen an, die beim Team von Yves Courage mit großer Unterstützung von Nissan vorbereitet wurden. Die Werkswagen wurden von drei verschiedenen, bei Nissan für Motorsport verantwortlichen Abteilungen eingesetzt. Zwei Fahrzeuge stammten von der amerikanischen Nissan Performance Technology Inc. (NPTI), zwei vom europäischen NME und einer vom in Japan beheimateten Team Nismo. Die Wagen der Nissan-Rennteams unterschieden sich trotz gleicher Basis voneinander, da sie Teile und Aerodynamik-Pakete von verschiedenen Zulieferern verwendeten. Insgesamt waren für Nissan 21 Fahrer am Start.
In der Qualifikation konnte Mark Blundell mit dem R90CK die Pole-Position erringen. Mit maximaler Aufladung und speziellen Qualifying-Slicks erzielte er eine Zeit von 3:27,020 Minuten, mit der er sechs Sekunden schneller als der zweitplatzierte Porsche von Brun Motorsport war. Der vom japanischen Team eingesetzte R90CP qualifizierte sich auf Position drei, gefolgt von zwei weiteren R90CK auf Rang vier (NPTI) und fünf (NME). Die Zielflagge sahen nur drei der sieben gestarteten Nissan. Bestplatziertes Fahrzeug war der R90CP auf Platz fünf (Hasemi/Hoshino/Suzuki), die vom US-amerikanischen NPTI-Team vorbereitete Nummer 84 (Earl/Roe/Millen) belegte den 17. Rang und der vom privaten Rennstall Courage Compétition eingesetzte R89C wurde als 22. gewertet.
Jaguar kam mit dem neuen XJR-12 an die Sarthe und weitere japanische Werkswagen kamen von Toyota und Mazda, die den Mazda 767B mit verbessertem 4-Scheiben-Wankelmotor an den Start brachten. An Meldungen stellte aber Porsche alles in den Schatten. Obwohl kein einziger Werkswagen vor Ort war, gingen am Sonntag nicht weniger als 17. Porsche 962 ins Rennen. Im Training zeigte sich, dass vor allem der Brun-Motorsport-962C von Oscar Larrauri, Jesús Pareja und Walter Brun absolut konkurrenzfähig war, was sich durch die zweite Qualifikationszeit ablesen ließ.
1990 wurden zum ersten Mal die nach dem tödlichen Unfall von Jo Gartner beschlossenen zwei Schikanen in der Ligne Droite des Hunaudières befahren. Bei Porsche konnte man bei der Karosserie zwischen Lang- und Kurzheckvarianten wählen, was mangels Erfahrung zu einigen Fehlentscheidungen führte, da sich im Laufe des Rennens die Kurzheckvariante als die klar schnellere herausstellte.
Nissan verlor den ersten Werkswagen schon in der Einführungsrunde, als Kenny Acheson im R90CK mit der Startnummer 25 wegen Getriebeschadens stehen blieb. In Führung ging Pole-Setter Mark Blundell. Während Nissan Werkswagen nach Werkswagen durch Defekt verlor entbrannte an der Spitze ein spannendes Rennen. In den ersten 12 Rennstunden gab es nicht weniger als 30 Führungswechsel; involviert die verbliebenen Nissan, die Werkswagen von Jaguar und der Brun Porsche. Um 3 Uhr in der Nacht übernahm John Nielsen im Jaguar mit der Nummer 3 die Führung gab diese, unterstützt von Price Cobb und Martin Brundle bis zur Zielflagge nicht mehr ab. Der lange an zweiter Stelle liegende Nissan mit der Nummer 83 musste um 8 Uhr 45 in der Früh nach einem irreparablen Leck im Benzintank abgestellt werden. Zu diesem Zeitpunkt saß Derek Daly hinter dem Lenkrad. Ein besonderes Drama spielte sich um den Brun-962C ab. Immer im Spitzenfeld gelegen, rollte der Porsche 15 Minuten vor Rennende am sicheren zweiten Platz liegend mit Jesús Pareja am Steuer mit einem Motorschaden auf Mulsanne aus. Obwohl der schlussendlich drittplatzierte 962 des japanischen Alpha Racing Teams eine Runde weniger zurückgelegt hatte (352 statt 353 des Brun Wagens), ging auch der dritte Rang verloren, da man in Le Mans die Ziellinie überfahren muss, um gewertet zu werden.

## Ergebnisse

### Piloten nach Nationen
| 38 Briten      | 34 Franzosen    | 14 Japaner    | 9 Deutsche     | 8 Italiener    |
| 7 Schweden     | 6 US-Amerikaner | 5 Belgier     | 4 Schweizer    | 3 Iren         |
| 3 Südafrikaner | 2 Australier    | 2 Kanadier    | 2 Niederländer | 2 Neuseeländer |
| 2 Österreicher | 2 Spanier       | 1 Argentinier | 1 Brasilianer  | 1 Chilene      |
| 1 Däne         | 1 Finne         | 1 Grieche     | 1 Marokkaner   | 1 Norweger     |

### Schlussklassement
| Pos.               | Klasse | Nr. | Team                               | Fahrer                                                    | Chassis          | Motor                              | Reifen | Runden |
| ------------------ | ------ | --- | ---------------------------------- | --------------------------------------------------------- | ---------------- | ---------------------------------- | ------ | ------ |
| 1                  | C1     | 3   | Silk Cut Jaguar                    | John Nielsen Price Cobb Martin Brundle                    | Jaguar XJR-12    | Jaguar 7.0L V12                    | G      | 359    |
| 2                  | C1     | 2   | Silk Cut Jaguar                    | Jan Lammers Andy Wallace Franz Konrad                     | Jaguar XJR-12    | Jaguar 7.0L V12                    | G      | 355    |
| 3                  | C1     | 45  | Alpha Racing Team                  | Tiff Needell David Sears Anthony Reid                     | Porsche 962C     | Porsche Type-935 3.0L Turbo Flat-6 | Y      | 352    |
| 4                  | C1     | 7   | Joest Porsche Racing               | Hans-Joachim Stuck Derek Bell Frank Jelinski              | Porsche 962C     | Porsche Type-935 3.0L Turbo Flat-6 | M      | 350    |
| 5                  | C1     | 23  | Nissan Motorsports International   | Masahiro Hasemi Kazuyoshi Hoshino Toshio Suzuki           | Nissan R90CP     | Nissan VRH35Z 3.5L Turbo V8        | D      | 348    |
| 6                  | C1     | 36  | Toyota Team Tom’s                  | Geoff Lees Masanori Sekiya Hitoshi Ogawa                  | Toyota 90C-V     | Toyota R32V 3.2L Turbo V8          | B      | 347    |
| 7                  | C1     | 13  | Courage Compétition                | Pascal Fabre Michel Trollé Lionel Robert                  | Cougar C24S      | Porsche Type-935 3.0L Turbo Flat-6 | G      | 347    |
| 8                  | C1     | 9   | Joest Porsche Racing               | Louis Krages Stanley Dickens Bob Wollek                   | Porsche 962C     | Porsche Type-935 3.0L Turbo Flat-6 | M      | 346    |
| 9                  | C1     | 27  | Obermaier Racing                   | Jürgen Lässig Pierre Yver Otto Altenbach                  | Porsche 962C     | Porsche Type-935 3.0L Turbo Flat-6 | G      | 341    |
| 10                 | C1     | 15  | Brun Motorsport                    | Harald Huysman Massimo Sigala Bernard Santal              | Porsche 962C     | Porsche Type-935 3.0L Turbo Flat-6 | Y      | 335    |
| 11                 | C1     | 44  | Richard Lloyd Racing               | John Watson Bruno Giacomelli Allen Berg                   | Porsche 962C     | Porsche Type-935 3.0L Turbo Flat-6 | G      | 335    |
| 12                 | C1     | 33  | Team Schuppan                      | Hurley Haywood Wayne Taylor Rickard Rydell                | Porsche 962C     | Porsche Type-935 3.0L Turbo Flat-6 | D      | 332    |
| 13                 | C1     | 63  | Trust Racing Team                  | George Fouché Steven Andskär Shunji Kasuya                | Porsche 962C     | Porsche Type-935 3.0L Turbo Flat-6 | D      | 330    |
| 14                 | C1     | 6   | Joest Porsche Racing               | Jean-Louis Ricci Henri Pescarolo Jacques Laffite          | Porsche 962C     | Porsche Type-935 3.0L Turbo Flat-6 | G      | 328    |
| 15                 | C1     | 55  | Team Schuppan                      | Eje Elgh Thomas Danielsson Thomas Mezera                  | Porsche TS962    | Porsche Type-935 3.0L Turbo Flat-6 | D      | 326    |
| 16                 | C1     | 11  | Porsche Kremer Racing              | Patrick Gonin Philippe Alliot Bernard de Dryver           | Porsche 962CK6   | Porsche Type-935 3.0L Turbo Flat-6 | Y      | 319    |
| 17                 | C1     | 84  | Nissan Performance Technology Inc. | Steve Millen Michael Roe Bob Earl                         | Nissan R90CK     | Nissan VRH35Z 3.5L Turbo V8        | G      | 311    |
| 18                 | C1     | 21  | Spice Engineering                  | Fermín Velez Tim Harvey Chris Hodgetts                    | Spice SE90C      | Cosworth DFZ 3.5L V8               | G      | 308    |
| 19                 | C1     | 20  | Team Davey                         | Max Cohen-Olivar Giovanni Lavaggi Tim Lee-Davey           | Porsche 962C     | Porsche Type-935 3.0L Turbo Flat-6 | D      | 306    |
| 20                 | GTP    | 203 | Mazdaspeed Co. Ltd.                | Takashi Yorino Yoshimi Katayama Yōjirō Terada             | Mazda 767B       | Mazda 13J 2.6L 4-Rotor             | D      | 304    |
| 21                 | C2     | 116 | PC Automotive                      | Richard Piper Olindo Iacobelli Mike Youles                | Spice SE89C      | Cosworth DFL 3.3L V8               | G      | 304    |
| 22                 | C1     | 82  | Courage Compétition                | Hervé Regout Alain Cudini Costas Los                      | Nissan R89C      | Nissan VRH35Z 3.5L Turbo V8        | G      | 300    |
| 23                 | C2     | 102 | Graff Racing                       | Xavier Lapeyre Jean-Philippe Grand Michel Maisonneuve     | Spice SE89C      | Cosworth DFL 3.3L V8               | G      | 291    |
| 24                 | C1     | 10  | Porsche Kremer Racing              | Kunimitsu Takahashi Sarel van der Merwe Hideki Okada      | Porsche 962CK6   | Porsche Type-935 3.0L Turbo Flat-6 | Y      | 279    |
| 25                 | C2     | 103 | Team Mako                          | Robbie Stirling James Shead Ross Hyett                    | Spice SE88C      | Cosworth DFL 3.3L V8               | G      | 274    |
| 26                 | C1     | 19  | Team Davey                         | Katsunori Iketani Patrick Trucco Pierre de Thoisy         | Porsche 962C     | Porsche Type-935 3.0L Turbo Flat-6 | D      | 261    |
| 27                 | C2     | 131 | GP Motorsport                      | Richard Jones Dudley Wood Stephen Hynes                   | Spice SE87C      | Cosworth DFL 3.9L V8               | G      | 260    |
| 28                 | C2     | 132 | GP Motorsport                      | Craig Simmiss Alistair Fenwick Alex Postan                | Tiga GC289       | Cosworth DFL 3.9L V8               | G      | 255    |
| Ausgefallen        |        |     |                                    |                                                           |                  |                                    |        |        |
| 29                 | C1     | 16  | Repsol Brun Motorsport             | Oscar Larrauri Jesús Pareja Walter Brun                   | Porsche 962C     | Porsche Type-935 3.0L Turbo Flat-6 | Y      | 353    |
| 30                 | C1     | 4   | Silk Cut Jaguar                    | Davy Jones Michel Ferté Eliseo Salazar                    | Jaguar XJR-12    | Jaguar 7.0L V12                    | G      | 282    |
| 31                 | C2     | 128 | Chamberlain Engineering            | Philippe de Henning Charles Zwolsman senior Robin Donovan | Spice SE90C      | Cosworth DFZ 3.5L V8               | G      | 255    |
| 32                 | C1     | 83  | Nissan Performance Technology Inc. | Geoff Brabham Chip Robinson Derek Daly                    | Nissan R90CK     | Nissan VRH35Z 3.5L Turbo V8        | G      | 251    |
| 33                 | C1     | 38  | Toyota Team SARD                   | Pierre-Henri Raphanel Roland Ratzenberger Naoki Nagasaka  | Toyota 90C-V     | Toyota R32V 3.2L Turbo V8          | D      | 241    |
| 34                 | C1     | 1   | Silk Cut Jaguar                    | Martin Brundle Alain Ferté David Leslie                   | Jaguar XJR-12    | Jaguar 7.0L V12                    | G      | 220    |
| 35                 | C1     | 85  | Team Le Mans                       | Takao Wada Anders Olofsson Maurizio Sandro Sala           | Nissan R89C      | Nissan VRH35Z 3.5L Turbo V8        | Y      | 182    |
| 36                 | C1     | 43  | Richard Lloyd Racing               | Manuel Reuter JJ Lehto James Weaver                       | Porsche 962C GTi | Porsche Type-935 3.0L Turbo Flat-6 | G      | 181    |
| 37                 | C2     | 107 | Pierre-Alain Lombardi              | Pierre-Alain Lombardi Denis Morin Ferdinand de Lesseps    | Spice SE87C      | Cosworth DFY 3.0L V8               | G      | 170    |
| 38                 | C2     | 105 | ADA Engineering                    | Ian Harrower John Sheldon Jerry Mahony                    | ADA 02B          | Cosworth DFL 3.3L V8               | G      | 164    |
| 39                 | GTP    | 201 | Mazdaspeed Co. Ltd.                | Volker Weidler Bertrand Gachot Johnny Herbert             | Mazda 787        | Mazda R26B 2.6L 4-Rotor            | D      | 148    |
| 40                 | GTP    | 202 | Mazdaspeed Co. Ltd.                | Stefan Johansson Dave Kennedy Pierre Dieudonné            | Mazda 787        | Mazda R26B 2.6L 4-Rotor            | D      | 147    |
| 41                 | C1     | 24  | Nissan Motorsport Europe           | Mark Blundell Julian Bailey Gianfranco Brancatelli        | Nissan R90CK     | Nissan VRH35Z 3.5L Turbo V8        | D      | 142    |
| 42                 | GTP    | 230 | MOMO Gebhardt Racing               | Giampiero Moretti Nick Adams Günther Gebhardt             | Porsche 962C     | Porsche Type-935 3.0L Turbo Flat-6 | G      | 138    |
| 43                 | C1     | 26  | Obermaier Racing                   | Jürgen Oppermann Harald Grohs Marc Duez                   | Porsche 962C     | Porsche Type-935 3.0L Turbo Flat-6 | G      | 140    |
| 44                 | C1     | 54  | Mussato Action Cars                | Massimo Monti Fabio Magnani                               | Lancia LC2       | Ferrari 308C 3.0L Turbo V8         | D      | 86     |
| 45                 | C1     | 37  | Toyota Team Tom’s                  | Aguri Suzuki Johnny Dumfries Roberto Ravaglia             | Toyota 90C-V     | Toyota R32V 3.2L Turbo V8          | B      | 64     |
| 46                 | C1     | 12  | Courage Compétition                | Bernard Thuner Alain Iannetta Pascal Pessiot              | Cougar C24S      | Porsche Type-935 3.0L Turbo Flat-6 | G      | 57     |
| 47                 | C2     | 113 | Etablissements Chereau             | Philippe Farjon Jean Messaoudi                            | Cougar C20S      | Porsche Type-935 2.8L Turbo Flat-6 | G      | 43     |
| 48                 | C2     | 106 | Automobiles Louis Descartes        | François Migault Gérard Tremblay Jacques Heuclin          | ALD C289         | Cosworth DFL 3.3L V8               | D      | 36     |
| 49                 | C1     | 25  | Nissan Motorsports International   | Kenny Acheson Martin Donnelly Olivier Grouillard          | Nissan R90CK     | Nissan VRH35Z 3.5L Turbo V8        | D      | 1      |
| Nicht gestartet    |        |     |                                    |                                                           |                  |                                    |        |        |
| 50                 | C1     | 8   | Joest Porsche Racing               | Bob Wollek Jonathan Palmer Philippe Alliot                | Porsche 962C     | Porsche Type-935 3.0L Turbo Flat-6 | M      | 1      |
| Nicht qualifiziert |        |     |                                    |                                                           |                  |                                    |        |        |
| 51                 | C1     | 30  | GP Motorsport                      | Pierre de Thoisy Quirin Bovy                              | Spice SE90C      | Cosworth DFZ 3.5L V8               | D      | 2      |
| 52                 | C1     | 59  | Paul Canary                        | Paul Canary Dennis Kazmerowski                            | Eagle 700        | Eagle 621/Schubeck 10.2L V8        | G      | 3      |
| 53                 | C2     | 110 | Argo Cars Ltd                      | Ian Khan Ann Baverey Michael Dow                          | Argo JM19C       | Cosworth DFL 3.3L V8               | G      | 4      |
| 54                 | C1     | 61  | ASA Armagnac Bigorre               | Noël del Bello Norbert Santos Daniel Boccard              | Norma M6         | MGN W12 3.5L W12                   | A      | 5      |

1Unfall im Training
2nicht qualifiziert
3nicht qualifiziert
4nicht qualifiziert
5nicht qualifiziert

### Nur in der Meldeliste
Hier finden sich Teams, Fahrer und Fahrzeuge die ursprünglich für das Rennen gemeldet waren, aber aus den unterschiedlichsten Gründen daran nicht teilnahmen.
| Pos. | Klasse | Nr. | Team       | Fahrer            | Chassis      | Motor                              | Reifen |
| ---- | ------ | --- | ---------- | ----------------- | ------------ | ---------------------------------- | ------ |
| 55   | C1     | 18  | Team Davey | Katsunori Iketani | Porsche 962C | Porsche Type-935 3.0L Turbo Flat-6 |        |

### Klassensieger
| Klasse    | Fahrer         | Fahrer           | Fahrer         | Fahrzeug      | Platzierung im Gesamtklassement |
| --------- | -------------- | ---------------- | -------------- | ------------- | ------------------------------- |
| Gruppe C1 | John Nielsen   | Price Cobb       | Martin Brundle | Jaguar XJR-12 | Gesamtsieg                      |
| Gruppe C2 | Richard Piper  | Olindo Iacobelli | Mike Youles    | Spice SE89C   | Rang 21                         |
| GTP       | Takashi Yorino | Yoshimi Katayama | Yōjirō Terada  | Mazda 767B    | Rang 20                         |

### Renndaten
- Gemeldet: 55
- Gestartet: 49
- Gewertet: 28
- Rennklassen: 3
- Zuschauer: 240.000
- Ehrenstarter des Rennens: Raymond Ravenel, Präsident des internationalen Verbandes der Automobilproduzenten
- Wetter am Rennwochenende: warm und trocken
- Streckenlänge: 13,600 km
- Fahrzeit des Siegerteams: 24:00:00.000 Stunden
- Gesamtrunden des Siegerteams: 359
- Distanz des Siegerteams: 4882,400 km
- Siegerschnitt: 204,036 km/h
- Pole Position: Mark Blundell – Nissan R90CP (#24) – 3:27,020 = 236,450 km/h
- Schnellste Rennrunde: Steve Millen – Nissan R90CP (#84) – 3:40,030 = 222,215 km/h
- Rennserie: zählte zu keiner Rennserie